# Cephalozia lunulifolia
Cephalozia lunulifolia ist eine Lebermoos-Art aus der Familie Cephaloziaceae und gehört zur Gruppe der beblätterten Lebermoose. Deutsche Namen sind Mondblättriges Kopfsprossmoos, Mond-Kopfsprossmoos oder Mond-Kopflebermoos.
Nach neueren Veröffentlichungen aus den Jahren 2016 und 2017 heißt die Art nunmehr Fuscocephaloziopsis lunulifolia (Dumort.) Váňa & L. Söderström. Die Gattung Fuscocephaloziopsis Fulford gehört so wie Cephalozia zur Familie Cephaloziaceae.

## Merkmale
Die niederliegenden Pflanzen sind 0,4 bis 0,7 Millimeter breit und bilden grüne, flache Überzüge oder wachsen vereinzelt zwischen anderen Moosen. Der Stämmchenquerschnitt weist 11 bis 16 größere Rindenzellen und 18 bis 20 viel kleinere Innenzellen auf. Die Zellen der Stämmchenoberseite sind in der Aufsicht meist 25 bis 40 Mikrometer breit und 40 bis 60 Mikrometer lang.
Die Blätter sind dicht (an trockeneren Standorten) bis entfernt (an nassen Standorten) gestellt, schräg bis fast längs angewachsen und am Stämmchen mehr oder weniger herablaufend. Sie sind kreisrund, 7 bis 15 Zellen breit und im oberen Drittel in zwei gegeneinander geneigte, zugespitzte Lappen geteilt. Die Blattzellen sind unregelmäßig sechseckig, dünnwandig, an der Basis der Blattlappen um die 25 bis 40 Mikrometer groß.
Die Geschlechterverteilung ist meist diözisch. Die oft vorhandenen Perianthien sind spindelförmig und ragen weit aus den Hüllblättern heraus, die Mündung ist durch vorspringende Zellen gekerbt und lappig geteilt. Die weiblichen Hüllblätter sind bis zur Hälfte zweilappig, ganzrandig, mit einem Zahn am Außenrand. Männliche Gametangienstände sind endständig oder interkalar, dicht beblättert bis ährenförmig, die Hüllblätter sind sackförmig hohl.

## Standortansprüche
Cephalozia lunulifolia beansprucht saures (bis subneutrales), feuchtes Substrat an schattigen Stellen. Häufig wächst sie auf morschem, stärker zersetztem Totholz, weniger oft auf Humus oder lehmiger Erde, an feuchten bis nassen Silikatfelsen, auf offenem Torfboden oder auch über anderen Moosen.

## Verbreitung
Die Art ist in der Holarktis weit verbreitet. Weltweit gibt es Vorkommen in Europa, hier kommt es nahezu überall vor, mit Schwerpunkt in den montanen und borealen Gebieten, weiters in Makaronesien, im Kaukasus, in Sibirien, China, Japan, Nordamerika und in der Arktis.
In den österreichischen Alpen ist sie meist verbreitet, regional zerstreut. Hier reicht der Lebensraum von der collinen bis zur alpinen Höhenstufe.